# Kenan Sofuoğlu
Kenan Sofuoğlu, anglizirano Kenan Sofuoglu, (Kuzuluk, okrug Akyazı, pokrajina Sakarya, Republiak Turska, 25. koovoza 1984.), bivši turski vozač motociklističkih utrka, potom političar i motociklistički djeatnik (menadžer). 

## Uspjesi u prvenstvima
Svjetsko prvenstvo – Supersport
- prvak: 2007., 2010., 2012., 2015., 2016.
- drugoplasirani: 2013., 2017.
- trećeplasirani: 2006., 2009.

FIM Superstock 1000 Cup
- drugoplasirani: 2005.

Europsko prvenstvo – Superstock 1000 
- trećeplasirani: 2004.

Međunarodno prvenstvo Njemačke (IDM) – Supersport 
- drugoplasirani: 2003.

Yamaha Cup (Yamaha R6 Cup) - Njemačka  
- prvak: 2002.

Balkansko prvenstvo – Supersport 
- drugoplasirani: 2001.

Tursko prenstvo – Supersport (profesionalci) 
- trećeplasirani: 2001.

Tursko prenstvo – Supersport (amateri) 
- drugoplasirani: 2000.

## Vanjske poveznice
- (engl.) motogp.com, Kenan Sofuoglu
- (engl.) worldsbk.com, Kenan Sofuoglu